# Batman (Zeichentrickserie)
Batman (ursprünglicher Originaltitel: Batman: The Animated Series) ist eine US-amerikanische Zeichentrickserie über die DC-Comicfigur Batman. In Deutschland wurde die Serie abweichend der Originalveröffentlichung unterteilt: Der ursprüngliche Titel wurde im Deutschen bis einschließlich Folge 70 beibehalten und erst ab Folge 71 in Batman & Robin umbenannt. In den Vereinigten Staaten fand ein entsprechender Namenswechsel zu The Adventures of Batman & Robin bereits mit der Ausstrahlung der ersten Folge der zweiten Staffel am 15. September 1995 statt. Ab der dritten Staffel wurde der Titel der Serie zum Staffelstart am 13. September 1997 erneut geändert. In den Vereinigten Staaten von Amerika wurde sie seitdem unter dem Titel The New Batman Adventures publiziert, wohingegen sie im deutschsprachigen Raum weiterhin unter dem Titel Batman & Robin erschien.
Wegen des deutlich veränderten Zeichenstils der dritten Staffel, wird sie auch oftmals als neue Serie betrachtet. Jedoch wird erneut lediglich die Handlung der vorigen Staffeln fortgesetzt, anstatt das Batman-Thema neu zu interpretieren. Dies geschah erst im Jahr 2004 mit der Serie The Batman bzw. bereits  im Jahr 1999 mit der Nachfolgerserie Batman of the Future, die die Batman-Thematik – auch unabhängig von sämtlichen bis dahin erschienenen Comic-Veröffentlichungen – 40 Jahre in die Zukunft transferiert.

## Rahmenhandlung
Wie in den Comics hat sich Bruce Wayne nach dem tragischen Mord an seinen Eltern, den er als kleines Kind mit ansehen musste, gegen das Verbrechen verschworen und kämpft als dunkler Ritter, Batman, gegen die Unterwelt von Gotham City. Ihm zur Seite stehen später auch Robin, dessen Eltern ebenfalls vor seinen Augen starben, und Batgirl, die Tochter des Police Commissioners James Gordon, seinem einzigen Verbündeten innerhalb der Polizei von Gotham City.

## Musik
Die Titelmusik wurde wie in den Realfilmen von Danny Elfman geschrieben, und zwar basierend auf dem Titelthema des ersten Films Batman aus dem Jahr 1989. Für die Musik in der Serie selber wurde Shirley Walker engagiert, die auch später für die Zeichentrickserie des „Manns aus Stahl“, Superman, die Musik schrieb. Außerdem schrieb sie auch zu der Fernsehserie The Flash – Der Rote Blitz die Musik, zu der ebenfalls Danny Elfman das Titelthema beisteuerte. Walker dirigierte bereits im Jahr 1989 Elfman's Score für den ersten Batmanfilm.

## Comic
Es erschien zur Serie auch eine Comicreihe, die als Batman Adventures bekannt wurde. Diese orientierte sich stark an der Serie und war die erste DC-Serie des deutschen Dino Verlags.

## Staffeln

### 1. Staffel: Batman/Batman: The Animated Series
Die erste Staffel wurde in den Vereinigten Staaten unter dem Namen Batman: The Animated Series verbreitet und umfasste 65 Folgen. Im deutschsprachigen Raum wurde die Sendung unter dem Namen Batman ausgestrahlt.  In einer Doppelfolge wird auch erzählt, wie Robin zu Batman kam und von ihm adoptiert wurde.
Die Serie beginnt mit der Einführung von Batman, einem mysteriösen Helden, der Gotham City vor Verbrechen und Korruption schützt. Zusammen mit seinem treuen Butler Alfred und einem Polizisten, Commissioner Gordon, setzt Batman alles daran, die Stadt vor ihren schlimmsten Schurken zu beschützen. Die erste Staffel der Serie präsentiert eine Reihe von Geschichten, die das Leben von Batman und seines Alter Egos, des Milliardärs Bruce Wayne, erforschen. Sie enthält verschiedene Episoden, in denen Batman gegen bekannte Bösewichte wie den Joker, den Pinguin, Two-Face und den Riddler kämpft. Jede Episode präsentiert ein eigenes Verbrechen oder eine Verschwörung, die Batman lösen muss, während er mit seiner dualen Identität und den Konsequenzen seiner Entscheidungen als Superheld zurechtkommt.
Die Handlung ist geprägt von Kämpfen, Ermittlungen und Charakterentwicklungen. Batman kämpft bis zur Hälfte der Staffel allein, bis Robin zu ihm stößt. In der ersten Staffel werden auch einige wichtige Nebencharaktere eingeführt, vor allem Batmans enge Verbündete, das Batgirl. Die Beziehungen zwischen den Charakteren werden, während sie gemeinsam gegen das Verbrechen kämpfen und Gotham City verteidigen, dargestellt. So wird z. B. in einer Doppelfolge erzählt, wie Robin zu Batman kam und von ihm adoptiert wurde.

### 2. Staffel: Batman & Robin/The Adventures of Batman & Robin
Die zweite Staffel konzentriert sich neben Batman auch auf Robin, der zunehmend in den Mittelpunkt rückte. Entsprechend wurde die Sendung in den Vereinigten Staaten von Amerika in The Adventures of Batman & Robin umbenannt. Eine entsprechende Umbenennung in Batman & Robin fand im deutschsprachigen Raum jedoch erst ab der 71. Folge statt, so dass im deutschen Raum lediglich 15 der 20 Folgen dieser Staffel unter dem angepassten Titel veröffentlicht wurden.

### 3. und 4. Staffel: Batman & Robin/The New Batman Adventures
Nach dem Ende der zweiten Staffel im Jahr 1995 ruhte die Produktion der Serie zunächst zwei Jahre. Ab dem Jahr  1997 eine dritte Staffel unter dem veränderten Titel Batman & Robin (Originaltitel The New Batman Adventures; manchmal auch genannt Batman: Gotham Knights, obwohl dieser Titel in keiner Weise offiziell verwendet wurde) mit 9 Folgen sowie drauf aufbauende eine 4. mit 15 Folgen produziert wurde. Innerhalb der Serie sind analog zu den zwei Jahren seit der vorigen Staffel ebenfalls zwei Jahre vergangen. Die 24 Folgen dieser Staffeln haben einen anderen, düsteren Zeichenstil als die vorigen Folgen. So werden auch bis auf wenige Ausnahmen (u. a. Harley Quinn) die Figuren neu gestaltet und sehen teilweise düsterer und gefährlicher (z. B. die Vogelscheuche/Scarecrow) aus. Der Grund hierfür lag in dem Erfolg der Superman-Zeichentrickserie, die von den gleichen Machern stammt. Der Zeichenstil jener Superman-Serie war kantiger und einfacher gehalten, als der der vorangegangenen Batman-Staffeln. Ziel der Anpassung der neuen Batman-Staffel an diesen Stil war es, so von dem Erfolg der Superman-Serie zu profitieren und zudem zu etablieren, dass beide Serien im gleichen Serienuniversum spielen. Somit wurden Crossover durch den uniformierten Zeichenstil ebenfalls einfacher gemacht. Aufgrund der umfänglichen stilistischen Änderungen und wegen der zwei Jahre ohne Produktion neuer Folgen wird diese Staffel gelegentlich auch als neue Serie angesehen. Jedoch wurde sie auf DVD als weitere Staffel zur Batman-Zeichentrickserie veröffentlicht.

#### Handlung
Die Serie dreht sich weiterhin um Batman alias Bruce Wayne, der nun ernster und düsterer dargestellt ist. Die erste Folge spielt ungefähr zwei Jahre nach der vorangegangenen Staffel der Batman-Zeichentrickserie.
Dick Grayson, der erste Robin und Batmans langjähriger Partner, hängt sein Robinkostüm an den Nagel. Anlass dafür war das äußerst aggressive Verhör eines unfreiwilligen Helfers des Jokers. Robin war ihm bis zu seiner Wohnung gefolgt. Auch Batman folgte dem Gauner und stürmte in die Wohnung, wo sich der Mann und auch seine Frau und sein Sohn befanden. Batman nahm keine Rücksicht auf die Familie und wollte vom Gauner wissen, wo sich der Joker aufhält. Robin verlässt daraufhin entsetzt den Ort. Ein weiterer Grund für Dicks Entscheidung war Batmans „Beruf“. Nicht einmal bei seinem College-Abschluss fand Bruce Zeit. Er hat wie Bruce die Welt bereist und viel über Verbrechensbekämpfung gelernt. Als er wieder nach Gotham kam, nahm er die Identität von Nightwing an. Das Kostüm erinnert stark an Batman, besonders die Maske.
Als neuer Robin tritt Tim Drake in Erscheinung. Tim ist ein Dieb, dessen Vater die Stadt verließ, nachdem er dem Supergauner Two-Face einen Teil eines Giftgases gestohlen hatte. Two-Face fand den Jungen, in Hoffnung er hätte Informationen für den Aufenthalt von Tims Vater. Two-Face fiel ein Brief und ein Schließfachschlüssel in die Hände und will den Jungen töten. Im letzten Moment taucht Batman auf und kann ihn noch rechtzeitig retten. Der dunkle Ritter wird während des Kampfes verletzt und beschließt, mit dem Jungen zum Batcave via Batboot zu fliehen. Tim entdeckt, wer sich hinter der Maske des dunklen Ritters verbirgt. Als Batman und Batgirl zu einem Einsatz fahren, stiehlt der Junge das alte Robinkostüm und kann im letzten Moment dafür sorgen, dass Batman und Batgirl die Giftgasbombe entschärfen können. Batman beschließt, dem Jungen eine Chance zu geben und trainiert ihn.
Batgirl alias Barbara Gordon, die nun eine größere Rolle als in der alten Serie hat, war Dick Graysons Freundin.

#### Wissenswertes
- In einer Folge von Batman of the Future (Ewige Jugend) sieht man ein Bild, das Bruce und Barbara als Paar darstellt.

- Im Film Batman of the Future – Der Joker kommt zurück sieht man, wie Tim Drake vom Joker entführt und zu seinem Sohn gemacht wird. Auch verrät er einige Geheimnisse über Batman und dessen wahre Identität; Batman verbietet ihm nach seiner Rettung, weiterhin Robin zu sein.

- In der Folge „Alte Wunden“ erfährt man, wie es zum Ende des originalen Dynamischen Duos kommt.

- im Jahr 1997 wurde mit The New Batman/Superman Adventures eine Sammelserie produziert, deren Folgen entweder eine Wiederholung einer Folge der ersten Batman-Staffeln, der Superman-Zeichentrickserie oder aber eine brandneue im Stil und zur Handlung der dritten/vierten Batman-Staffel und in deren Stil gehaltene Folge. Darunter auch eine Folge (Originaltitel: World’s Finest), die zeigt wie sich Superman und Batman das erste Mal treffen und die somit deren Serienuniversen offiziell vereint. Sämtliche dieser neuen Folgen wurden im Nachhinein der Batman-Zeichentrickserie zugerechnet.

## Filme
Aus der Serie sind insgesamt vier Filme hervorgegangen:
- 1993: Batman und das Phantom (ca. 73 min, DEU: Kino/VHS/Fernsehen, orig. Batman: Mask of the Phantasm: The Animated Movie)

Ein maskiertes Phantom bringt in Gotham mehrere Gangsterbosse um. Alle halten Batman für den Täter. Während Batman versucht, das Geheimnis dieses neuen Gegenspielers zu lüften, wird er plötzlich mit seiner Vergangenheit konfrontiert. Zu allem Überfluss taucht auch noch der Joker, Batmans Nemesis, wieder auf und setzt dem dunklen Rächer ordentlich zu. Erst kurz vor der Fertigstellung entschied sich Warner Bros. den Film aufgrund seiner Qualität ins Kino zu bringen. Da dies aber überraschend und mit zu wenig Werbung geschah, blieb der Erfolg auf der Strecke. Heute hat der Film dennoch Kultstatus.
- 1998: Batman & Mr. Freeze – Eiszeit (ca. 62 min, DEU: VHS, orig. Batman & Mr. Freeze: Sub Zero)

Mr. Freezes todkranke Frau Nora benötigt dringend eine Herztransplantation, doch die einzige mögliche Kandidatin ist Barbara Gordon alias Batgirl. Als sie von Freeze entführt wird, eilen ihr Batman und Robin zur Hilfe. Doch um seine Frau zu retten ist Mr. Freeze bereit, über Leichen zu gehen. Der Film erschien zwar erst 1998, nachdem man die Serie 1997 auf einen neuen Zeichenstil umstellte, wurde aber bereits bedeutend früher in Auftrag gegeben und fertiggestellt. Die Verzögerung ist auf den Realfilm Batman & Robin zurückzuführen, der damals für negative Presse sorgte und das Studio es vorzog, diesen Film aufgrund desselben Bösewichts Mr. Freeze erst später zu veröffentlichen.
- 2003: Batman – Rätsel um Batwoman (ca. 71 min, DEU: DVD, orig. Batman: Mystery of the Batwoman)

Seit Neuestem sind Batman und Robin nicht die einzigen geflügelten Rächer in Gotham City. Die mysteriöse Batwoman hält in Gotham Einzug und geht dabei äußerst brutal gegen das Verbrechen vor. Sie hat es besonders auf den Pinguin abgesehen, der mit den Gangstern Rupert Thorne und Carlion Duquesne gemeinsame Sache macht. In den USA wurden zusätzlich drei Crossover-Episoden (im neuen Zeichenstil), nämlich der Dreiteiler Batman in Metropolis (OT „World's Finest“), der parallel laufenden Serie „Superman – The Animated Series“ (2. Staffel) als Kaufvideo/-DVD veröffentlicht. In Deutschland liefen diese Folgen nur einzeln im Fernsehen.
- 2017: Batman und Harley Quinn (ca. 74 min, DEU: DVD/Blu-ray Disc, orig. Batman and Harley Quinn)

Poison Ivy befindet sich gemeinsam mit ihrem Partner, dem Pflanzenmann Jason Woodrue, auf einem Raubzug durch Gotham City. Zunächst bleiben Batman und Dick Grayson alias Nightwing die Hintergründe des Verbrecher-Duos verborgen. Sie beschließen, Ivys beste Freundin und ehemalige Handlangerin des Jokers, Harley Quinn, ausfindig zu machen, um möglicherweise etwas über Ivys Versteck zu erfahren.
Zudem gab es noch einen Batman-/Superman-Film:
- 1998 (DEU: 1999): The Batman/Superman Movie (ca. 58 min, DEU: Fernsehen – einzelne Folgen, auf DVD in der „Superman“ Staffelbox 1.2 erschienen)

Batman und Superman nehmen gemeinsam den Kampf gegen ihre jeweils größten Widersacher, den durchgeknallten Joker und den durchtriebenen Lex Luthor auf. Ursprünglich wurde der Film als dreiteilige Folge der Superman-Zeichentrickserie produziert und ausgestrahlt. Erst im Nachhinein wurden die Folgen als Film zusammengestellt.

## Synchronisation
Die deutsche Synchronfassung der Serie wurde bei der Studio Hamburg Synchron GmbH produziert. Dialogregie führte Matthias Grimm, welcher ebenfalls für das Dialogbuch zur Serie verantwortlich war.
| Rolle                                                          | Englisch Synchronsprecher | Deutsche Synchronsprecher | Auftritt                                                                    |
| Helden                                                         | Helden                    | Helden                    | Helden                                                                      |
| -------------------------------------------------------------- | ------------------------- | ------------------------- | --------------------------------------------------------------------------- |
| Bruce Wayne / Batman                                           | Kevin Conroy              | Eberhard Haar             |                                                                             |
| Dick Grayson / Robin / Nightwing                               | Loren Lester              | Christian Stark           |                                                                             |
| Tim Drake / Robin                                              | Mathew Valencia           | Tammo Kaulbarsch          |                                                                             |
| Babara Gordon / Batgirl                                        | Melissa Gilbert           |                           | Staffel 1–2                                                                 |
| Babara Gordon / Batgirl                                        | Tara Strong               | Christine Pappert         | Staffel 3–4                                                                 |
| Verbündete                                                     |                           |                           |                                                                             |
| Alfred Pennyworth                                              | Clive Revill              | Achim Schülke             | Auf mächtigen Schwingen, Kein Grund zur Panik und Weihnachten mit dem Joker |
| Alfred Pennyworth                                              | Efrem Zimbalist, Jr.      | Achim Schülke             |                                                                             |
| Commissioner James Gordon                                      | Bob Hastings              | Helgo Liebig              |                                                                             |
| Detective Harvey Bullock                                       | Robert Costanzo           | Gerhard Marcel            |                                                                             |
| Renée Montoya                                                  | Ingrid Oliu               | Marianne Bernhardt        | Staffel 1                                                                   |
| Renée Montoya                                                  | Liane Schirmer            | Marianne Bernhardt        | Staffel 2–4                                                                 |
| Dr. Leslie Thompkins                                           | Diana Muldaur             | Marianne Kehlau           |                                                                             |
| Dr. Leslie Thompkins                                           | Diana Muldaur             | Renate Pichler            | Ich bin die Nacht                                                           |
| Lucius Fox                                                     | Brock Peters              | Christian Ahrens          | Staffel 1–3                                                                 |
| Lucius Fox                                                     | Mel Winkler               | Christian Ahrens          | Staffel 4                                                                   |
| Lucius Fox                                                     | Mel Winkler               | Klaus Dittmann            | Grüne Augen, giftiges Herz                                                  |
| Schurken                                                       |                           |                           |                                                                             |
| Mary Louise Dahl / Baby Doll                                   | Alison La Placa           | Marion Elskis             | Alle lieben Baby Doll                                                       |
| Mary Louise Dahl / Baby Doll                                   | Laraine Newman            | Marion Elskis             | Ein Krokodil zum Küssen                                                     |
| Bane                                                           | Henry Silva               | Klaus Dittmann            | Kampf der Giganten                                                          |
| Bane                                                           | Henry Silva               | Wolf Frass                | Todesvisionen                                                               |
| Arnold Wesker / Bauchredner                                    | George Dzundza            | Dieter Ohlendiek          | Staffel 1–3                                                                 |
| Arnold Wesker / Bauchredner                                    | George Dzundza            | Klaus-Peter Kaehler       | Staffel 4                                                                   |
| Page Monroe / Calendar Girl dt. Kalender Mädchen               | Sela Ward                 | Susanne Beck              | Die Maske                                                                   |
| Selina Kyle / Catwoman                                         | Adrienne Barbeau          | Angela Stresemann         |                                                                             |
| Matt Hagen / Clayface                                          | Ron Perlman               | Karl Maslo                |                                                                             |
| Garfield Lynns / Firefly dt. Feuerteufel                       | Mark Rolston              |                           | Der Feuerteufel                                                             |
| Garfield Lynns / Firefly dt. Feuerteufel                       | Mark Rolston              | Klaus Dittmann            | Die Legende lebt                                                            |
| H.A.R.D.A.C.                                                   | Jeff Bennett              | Klaus Nietz               |                                                                             |
| Dr. Harleen Quinzel / Harley Quinn                             | Arleen Sorkin             | Micaëla Kreißler          | Staffel 1–3                                                                 |
| Dr. Harleen Quinzel / Harley Quinn                             | Arleen Sorkin             | Ela Nitzsche              | Staffel 4                                                                   |
| Joker                                                          | Mark Hamill               | Hans Sievers              |                                                                             |
| Killer Croc                                                    | Aron Kincaid              | Matthias Grimm            | Vendetta                                                                    |
| Killer Croc                                                    | Aron Kincaid              | Eberhard Haar             | Fast erwischt                                                               |
| Killer Croc                                                    | Aron Kincaid              | Ben Hecker                | Staffel 2                                                                   |
| Killer Croc                                                    | Brooks Gardner            | Ben Hecker                | Ein Krokodil zum Küssen                                                     |
| Killer Croc                                                    | Brooks Gardner            | Karl Maslo                | Der Richter                                                                 |
| Dr. Kirk Langstrom / Man-Bat                                   | Marc Singer               | Reent Reins               |                                                                             |
| Dr. Victor Fries / Mr. Freeze                                  | Michael Ansara            | Werner Schumacher         |                                                                             |
| Oswald Chesterfield Cobblepot / Pinguin                        | Paul Williams             | Rolf Becker               |                                                                             |
| Dr. Pamela Isley / Poison Ivy                                  | Diane Pershing            | Sabine Falkenberg         | Der Todeskuss                                                               |
| Dr. Pamela Isley / Poison Ivy                                  | Diane Pershing            | Marion von Stengel        |                                                                             |
| Ra’s al Ghul                                                   | David Warner              | Franz Rudnick             |                                                                             |
| Edward Nygma / Riddler dt. Rätselkönig                         | John Glover               | Manfred Reddemann         | Staffel 1–2                                                                 |
| Edward Nygma / Riddler dt. Rätselkönig                         | John Glover               | Staffel 4                 |                                                                             |
| Roland Daggett                                                 | Ed Asner                  | Uli Krohm                 |                                                                             |
| Rupert Thorne                                                  | John Vernon               | Jörg Gillner              |                                                                             |
| De. Jonathan Crane / Scarecrow dt. Panikmacher / Vogelscheuche | Henry Polic II            | Andreas von der Meden     | Staffel 1                                                                   |
| De. Jonathan Crane / Scarecrow dt. Panikmacher / Vogelscheuche | Henry Polic II            | Sven Dahlem               | Staffel 2                                                                   |
| De. Jonathan Crane / Scarecrow dt. Panikmacher / Vogelscheuche | Jeffrey Combs             | Klaus-Peter Kaehler       | Keine Angst                                                                 |
| De. Jonathan Crane / Scarecrow dt. Panikmacher / Vogelscheuche | Jeff Bennett              | Klaus-Peter Kaehler       | Todesvisionen                                                               |
| Scarface                                                       | George Dzundza            | Andreas von der Meden     | Staffel 1–3                                                                 |
| Scarface                                                       | George Dzundza            | Klaus-Peter Kaehler       | Staffel 4                                                                   |
| Talia al Ghul                                                  | Helen Slater              | Tina Eschmann             |                                                                             |
| Temple Fugate / Uhrenkönig                                     | Alan Rachins              | Wolfgang Draeger          |                                                                             |
| Harvey Dent / Two-Face                                         | Richard Moll              | Peter Lakenmacher         |                                                                             |
| Jervis Tetch / Verrückter Hutmacher                            | Roddy McDowall            | Eckart Dux                |                                                                             |
| Andere                                                         |                           |                           |                                                                             |
| Jack Ryder / Creeper                                           | Jeff Bennett              | Marco Kröger              | Sieben Jahre Pech                                                           |
| Jason Blood                                                    | Billy Zane                | Rüdiger Schulzki          | Der Hexer                                                                   |
| Jonah Hex                                                      | Bill McKinney             | Joscha Fischer-Antze      | Inferno im Wilden Westen                                                    |
| Simon Trent / Das graue Phantom                                | Adam West                 | Holger Mahlich            | Das graue Phantom                                                           |
| Zatanna Zatara                                                 | Julie Brown               | Marion Elskis             | Der beste Trick der Welt                                                    |

## Spiele
In Anlehnung an die Fernsehserie wurden mehrere Videospiele produziert:
- 1993: Batman the Animated Series (Game Boy)
- 1994: The Adventures of Batman & Robin (SNES)
- 1995: The Adventures of Batman & Robin (Sega Mega-CD, Sega Mega Drive und Sega Game Gear)
- 2001: Batman: Chaos in Gotham (Game Boy Color)
- 2002: Batman Vengeance (Xbox, GameCube, PS2 und Game Boy Advance)
- 2003: Batman: Rise of Sin Tzu (Xbox, GameCube, PS2 und Game Boy Advance)

Batman Vengeance, in dem man sich in der Rolle des dunklen Ritters auf die Jagd nach dem Joker und anderen Schurken der Serie machte, herausgegeben von Ubisoft. Batman: Rise of Sin Tzu ist ein Actionspiel, in dem man als Batman, Robin, Nightwing oder Batgirl neben einigen klassischen Gegnern Serie dem eigens für dieses Spiel geschaffenen Bösewicht Sin Tzu gegenübertreten durfte. Das Spielprinzip war ein anderes als bei Batman Vengeance, doch auch hier blieben die Entwickler dem einzigartigen Zeichenstil der Serie treu.

## Serien-Universum:DC Animated Universe
Nach der Serie wurden andere DC-Superhelden als Zeichentrickserie umgesetzt, die sich mit Batman zusammenbauen ließen und somit einen zusammenhängenden Gesamtplot lieferten. Dies begründete eine von 1995 bis 2006 laufende Franchise, die allgemein als DC Animated Universe (DCAU) bekannt wurde. Dazu zählen unter anderem folgende Titel:
- Superman (1996–2000)
- Batman of the Future (1999–2001)
- The Zeta Project (2001)
- Die Liga der Gerechten (2001–2006)
- Static Shock (2000–2004)

### Superman
In der 1996 gestarteten Zeichentrickserie Superman gibt es in der zweiten Staffel eine Dreierfolge mit dem Titel Batman in Metroplis, in welcher Batman und Superman gemeinsam gegen den Joker und Lex Luthor antreten. In Staffel 3 und der Folge Wo ist Batman? gibt es weitere Verbindungen der beiden Serien.

### Batman of the Future
1999 erschien die Serie Batman of the Future, die etwa 40 Jahre nach der Originalserie spielt. Der Vater des jungen Terry McGuiness wird ermordet, während Terry selbst von einer Biker-Bande attackiert wird und unverhofft Hilfe vom mittlerweile stark gealterten Bruce Wayne erhält. So findet er heraus, dass Bruce Wayne einst Batman war und nimmt nun, vorerst gegen Bruces Willen, als Batman den Kampf gegen die Mörder seines Vaters auf.
Bruce Wayne wird hier in der deutschen Fassung wieder vom selben Sprecher wie in der Batman-Zeichentrickserie, Eberhard Haar, gesprochen.

### Die Liga der Gerechten
Seit 2001 lief in den USA die Serie Die Liga der Gerechten, die zeitlich an der Handlung der letzten Batman( & Robin)-Staffel anknüpft. Diese Serie ist jedoch weniger als Ableger-, sondern eher als Crossover-Serie zu bezeichnen.
In dieser Serie schließen sich Batman und Superman mit den Superhelden Wonder Woman, Green Lantern, The Flash und Hawkgirl zusammen, sowie mit dem letzten Überlebenden des Mars J'onn J'onzz (sprich: „John Jones“) alias Martian Manhunter, und gründen die „Gerechtigkeitsliga“ (in der Serie „Liga der Gerechten“ genannt), die nunmehr zusammen gegen das Verbrechen kämpft.
Auch hier wird Bruce Wayne in der deutschen Fassung wieder vom selben Sprecher wie in der Batman-Zeichentrickserie, Eberhard Haar, gesprochen.